# Haldir
Haldir es un personaje ficticio de la novela El Señor de los Anillos de J. R. R. Tolkien; un  elfo silvano del bosque de Lórien (galadhrim) quien junto a sus hermanos Rúmil y Orophin custodiaba la entrada al bosque desde un flet sobre un mallorn cercano al río Nimrodel y junto al sendero que conducía a Caras Galadon. 
Dieron cobijo a los restos de la Compañía del Anillo cuando estos abandonaron Moria y los condujeron hasta Celeborn y Galadriel. El hecho de proteger a Aragorn y sus compañeros les evitó un enfrentamiento con los orcos que dominaron Moria tras la muerte de Balin, y que los persiguieron hasta la entrada misma de Lothlorien. También, por su vigilancia durante la noche evitó que Gollum sorprendiera a Frodo mientras este dormía en el flet de los elfos. Condujo a la Compañía a Cerim Amroth, y en la despedida de Galadriel regaló a Sam Gamyi una preciada soga, que lo ayudaría en sus aventuras futuras.

## Adaptaciones
En la versión cinematográfica de El Señor de los Anillos de Peter Jackson, Haldir es interpretado por Craig Parker. Curiosamente, en la segunda película, Las dos torres, Jackson decidió mostrar una escuadra de elfos galadhrim lideradas por Haldir de Lórien, que acude al Abismo de Helm en ayuda de las gentes de Rohan, para demostrar la preocupación del pueblo élfico por la suerte de los hombres. En el curso de la batalla, Haldir encuentra la muerte, juntos con gran parte de sus guerreros. Toda esta escena es una licencia del cineasta, puesto que no aparece en el libro de Tolkien.
- Datos: Q1032885